# Жараматая
Жараматая (порт. Jaramataia)  —  муниципалитет в Бразилии, входит в штат Алагоас. Составная часть мезорегиона Сертан штата Алагоас. Входит в экономико-статистический  микрорегион Баталья. Население составляет 5788 человек на 2000 год. Занимает площадь 104 км². Плотность населения — 55,81 чел./км².
Праздник города — 20 июня.

## История
Город основан 20 июня 1962 года. 